# جيني موريس
جيني موريس (بالإنجليزية: Jenny Morris)‏ هي لاعب هوكي الحقل أسترالية، ولدت في 20 سبتمبر 1972 في ماريبورو في أستراليا.

## وصلات خارجية
- جيني موريس على موقع أوليمبيديا (الإنجليزية)
- جيني موريس على موقع اللجنة الأولمبية الأسترالية (الإنجليزية)